# Noah Lamanna
Noah Lamanna (28 de febrero de 1991) es una persona canadiense dedicada a la actuación. Ha aparecido en producciones como Topline o Star Trek: Strange New Worlds.

## Carrera
Noah se interesó desde una temprana edad por la interpretación, comenzando a actuar a la edad de 7 años.
En 2023 se unió al reparto de la serie de ciencia ficción Star Trek: Strange New Worlds, en el papel de le jefe de transporte Jay.

## Filmografía

### Cine
| Año  | Título                   | Papel                 | Notas        |
| ---- | ------------------------ | --------------------- | ------------ |
| 2012 | The Last Movie           | Maelee Jacobi         |              |
| 2017 | Another Spring           | Connie                | Cortometraje |
| 2019 | Spaces                   | Kaari 25              | Cortometraje |
| 2020 | Pigs                     | Marlowe               | Cortometraje |
| 2022 | Perdona nuestras ofensas | Mujer joven           | Cortometraje |
| 2022 | Luckiest Girl Alive      | Anfitriona            |              |
| 2022 | The Breakup              | V                     | Cortometraje |
| 2022 | Medium Young             | Charlie               | Cortometraje |
| 2023 | World's Best             | Naomi                 |              |
| 2023 | Dream Scenario           | Jessie                |              |
| 2024 | Out of My Mind           | Servidora de Linguini | Película     |
| 2024 | Nola                     | Maite D'Fran          | Cortometraje |
| 2024 | I Only Kiss in the Dark  | Margot                | Cortometraje |
| 2024 | Paying for It            | Suzo Jones            | Película     |

### Televisión
| Año  | Título                        | Papel                    | Notas                             |
| ---- | ----------------------------- | ------------------------ | --------------------------------- |
| 2012 | Copper                        | Ada Moretti              | 1 episodio                        |
| 2019 | Mayday: catástrofes aéreas    | Pasajera                 | 1 episodio                        |
| 2020 | The D Cut                     | Elisha                   | 1 episodio                        |
| 2020 | Private Eyes                  | PR Rep                   | 1 episodio                        |
| 2021 | American Gods                 | Amiga del padre de Laura | 1 episodio                        |
| 2021 | See                           | Chef aromática           | 1 episodio                        |
| 2021 | Canadian Reflections          | Marlowe                  | 1 episodio                        |
| 2022 | The Kings of Napa             | Enfermera                | 1 episodio                        |
| 2022 | Topline                       | Sabriel                  |                                   |
| 2022 | The Umbrella Academy          | Camarera simpática       | 1 episodio                        |
| 2022 | Avocado Toast                 | Naran                    | 1 episodio                        |
| 2022 | EZRA                          | Sam                      | 1 episodio                        |
| 2022 | Ghostwriter                   | Bruja                    | 1 episodio                        |
| 2023 | Shelved                       | Jo                       | 1 episodio                        |
| 2023 | Star Trek: Strange New Worlds | Jefe Jay                 | 4 episodios                       |
| 2024 | Beacon 23                     | Dev                      | 4 episodios                       |
| 2025 | The Last of Us                | Kat                      | Episodio: «Future Days» The Price |

## Teatro
- Let the Right One In (2023)[3]

## Vida personal
Noah Lamanna es una persona genderqueer y se identifica con los pronombres «they/them», equivalentes al pronombre «elle» en español. Actualmente reside en Toronto, Canadá.